# A300 (route russe)
La Route A300 ou M32 (russe : Кольцева́я автомоби́льная доро́га вокру́г г. Санкт-Петербу́рга ) est une autoroute de 194 km de long menant de Samara en Russie jusqu'à la Frontière entre le Kazakhstan et la Russie. 

## Présentation
La route a le parcours suivant : Samara - frontière - M32.  
Elle fait partie de  la route européenne E121  et de l'autoroute d'Asie  AH63.